# 塔尕尔其乡
塔尕尔其乡是中华人民共和国新疆维吾尔自治区喀什地区疏勒县下辖的一个乡。

## 行政区划
塔尕尔其乡下辖以下村级行政区划单位：
喀勒台塔尕尔其一村、阿克苏帕热奇二村、台赛克三村、喀尕霍伊拉四村、恰克勒克五村、托库孜欧塔克六村、克孜勒苏帕热其七村、塔尕尔其八村和喀拉库木九村。